# روز رستاخیز (کتاب)
روز رستاخیز و یا "روز گنبد ها" نام دو جلد کتاب آمار است که در سال ۱۰۸۶ میلادی به دستور ویلیام اول، اولین پادشاه نورمن در انگلستان تهیه شد.
در آن سال ویلیام فاتح دستور یک آمارگیری در سطح کشور را صادر کرد تا معلوم شود که هر یک از اربابان زمین‌دار چه اندازه زمین و چه تعداد دام در اختیار دارند و ارزش آنها چقدر است. نتیجه این آمارگیری در قالب کتاب روز رستاخیز گردآوری شد. علت انتخاب این نام برای این کتاب آنست که گفته می‌شود در روز رستاخیز هم این سؤالات می‌شود.